# Lakaina

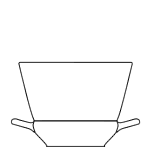
Ideale Umzeichnung einer Lakaina

Als Lakaina (altgriechisch λᾴκαινα lákaina, deutsch ‚Lakonierin‘, Plural Lakainai) bezeichnet man in der Klassischen Archäologie eine Form der griechischen Keramik.
Die Lakaina ist ein altgriechisches Trinkgefäß. Es ist eine hohe, zweigliedrige Schalenform mit einem sehr hohen, aufgesetzten Rand. Am unteren Teil der zylindrischen Schale sind zwei waagerechte Henkel angebracht. Die Bezeichnung ist bei Athenaios im elften Buch seiner Deipnosophistai überliefert worden. Er führt den Begriff auf die Spartaner (Lakonien) zurück, in Sparta soll die Form ihren Ursprung haben. Von der heutigen Forschung wird Athenaios' Vermutung gestützt. Die Schalen haben im Schnitt eine Höhe von etwa 10 Zentimetern. Die becherförmige Lakaina wurde anders als in den meisten anderen Gegenden Griechenlands der einfachen und flachen Schale vorgezogen. Solche flachen Schalen wurden in Sparta fast nur für den Export produziert. Es sind vom Naukratis-Maler und vom Jagd-Maler verzierte Formen bekannt.